# 泰國咖哩

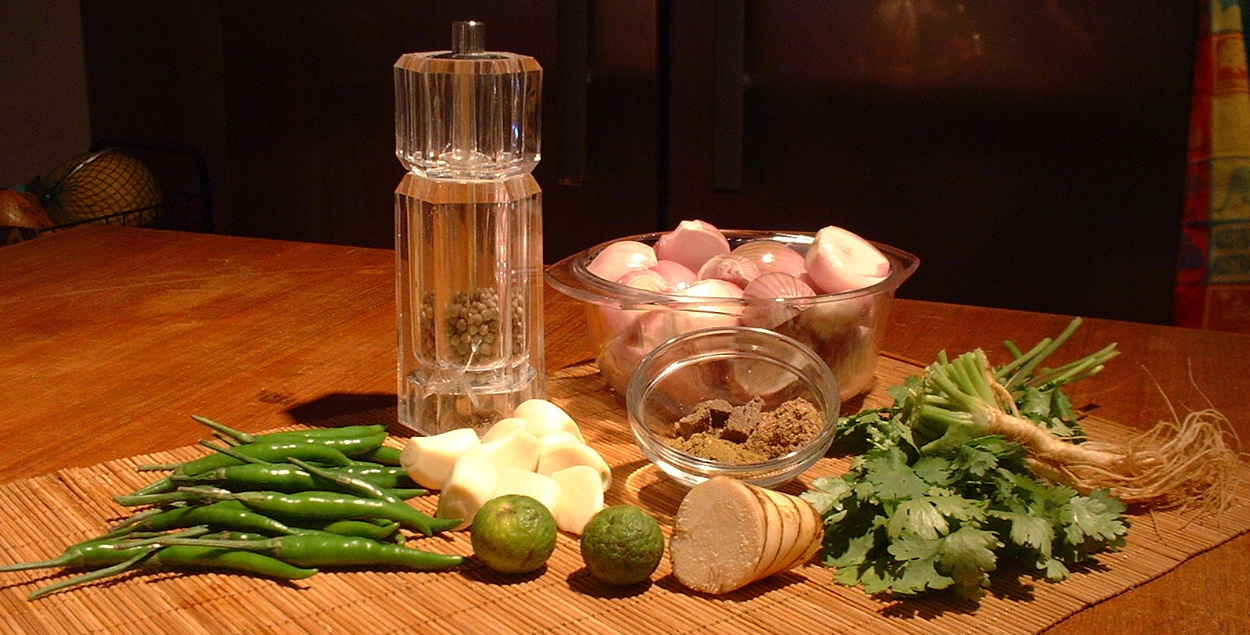
泰式青咖喱酱的配料

泰國咖哩或泰國羹是泰國的多種用醬料調製的濃湯的統稱。

## 名称
其泰語名與漢語的羹同源，而泰語中的咖哩（กะหรี่）則特指印度風味的咖哩或其衍生品，如咖哩粉（ผงกะหรี่）、咖哩羹（แกงกะหรี่）。

## 常見種類
- 綠咖哩，或稱甘綠羹（แกงเขียวหวาน）。
- 黃咖哩，或稱咖哩羹（แกงกะหรี่），較流行的是黃咖哩雞（แกงกะหรี่ไก่）。
- 酸咖哩，或稱酸羹（แกงส้ม）、黃羹（แกงเหลือง）。
- 紅咖哩（แกงคั่ว），其醬料加以修改便可用於調製其它紅咖哩，包括：[3]
  - 稠紅咖哩（ฉู่ฉี่），與紅咖哩類似，但使用椰奶油而非椰奶烹煮，因而更濃稠。[4]
  - 辣紅咖哩，或稱辣羹（แกงเผ็ด），其醬料在紅咖哩醬的基礎上加上孜然、芫荽子等香辛料，用椰奶烹煮。
  - 濃紅咖哩（พะแนง），與辣紅咖哩類似，但通常再加上烤花生，並且使用椰奶油烹煮，因而更醇厚濃稠。
  - 叢林咖哩，或稱叢林羹（แกงป่า），用水烹煮，不使用椰奶或椰奶油。
  - 𩷶咖哩，或稱𩷶魚羹（แกงเทโพ），原始版本配以拉氏𩷶魚肉（ปลาเทโพ），但現在常用豬肉替代，做成豬肉𩷶咖哩（แกงหมูเทโพ）。其它配料包括蕹菜、泰國青檸等。[5]“𩷶咖哩”在泰語中諧音“捉弄警察”，因此在2020年泰國示威中被用作暗語，在新聞稿中常被拼成，翻譯成“泰式辣咖哩”，但這只是泰式辣咖哩的其中一種。[6]
- 瑪莎曼咖哩，或稱穆斯林羹（แกงมัสมั่น），通常為清真菜，但非穆斯林偶爾會使用豬肉作為食材。
- 魚雜咖哩，或稱魚雜羹（แกงไตปลา），除了咖哩醬，魚雜咖哩還加入了魚雜醬（ไตปลา，直譯為魚腎），由發酵的魚雜（特別是魚胗）製成。[7]
- 涼咖哩，或稱涼羹（แกงเลียง），一種以蔬菜為主料的溫和咖哩。“涼”（เลียง）在泰語中意思是不辣。[8]
- 假蒟咖哩，或稱假蒟羹（แกงแค），配料中有假蒟叶（ผักแค）。[9]